# Didivți, Prîlukî
Didivți (în ucraineană Дідівці) este localitatea de reședință a comunei Didivți din raionul Prîlukî, regiunea Cernihiv, Ucraina.

## Demografie
Componența lingvistică a localității Didivți
     Ucraineană (97,65%)
     Rusă (1,63%)
     Alte limbi (0,18%)
Conform recensământului din 2001, majoritatea populației localității Didivți era vorbitoare de ucraineană (97,65%), existând în minoritate și vorbitori de rusă (1,63%).